# Comospermum yedoense
Comospermum yedoense là một loài thực vật có hoa trong họ Măng tây. Loài này được (Maxim. ex Franch. & Sav.) Rauschert mô tả khoa học đầu tiên năm 1982.

## Hình ảnh

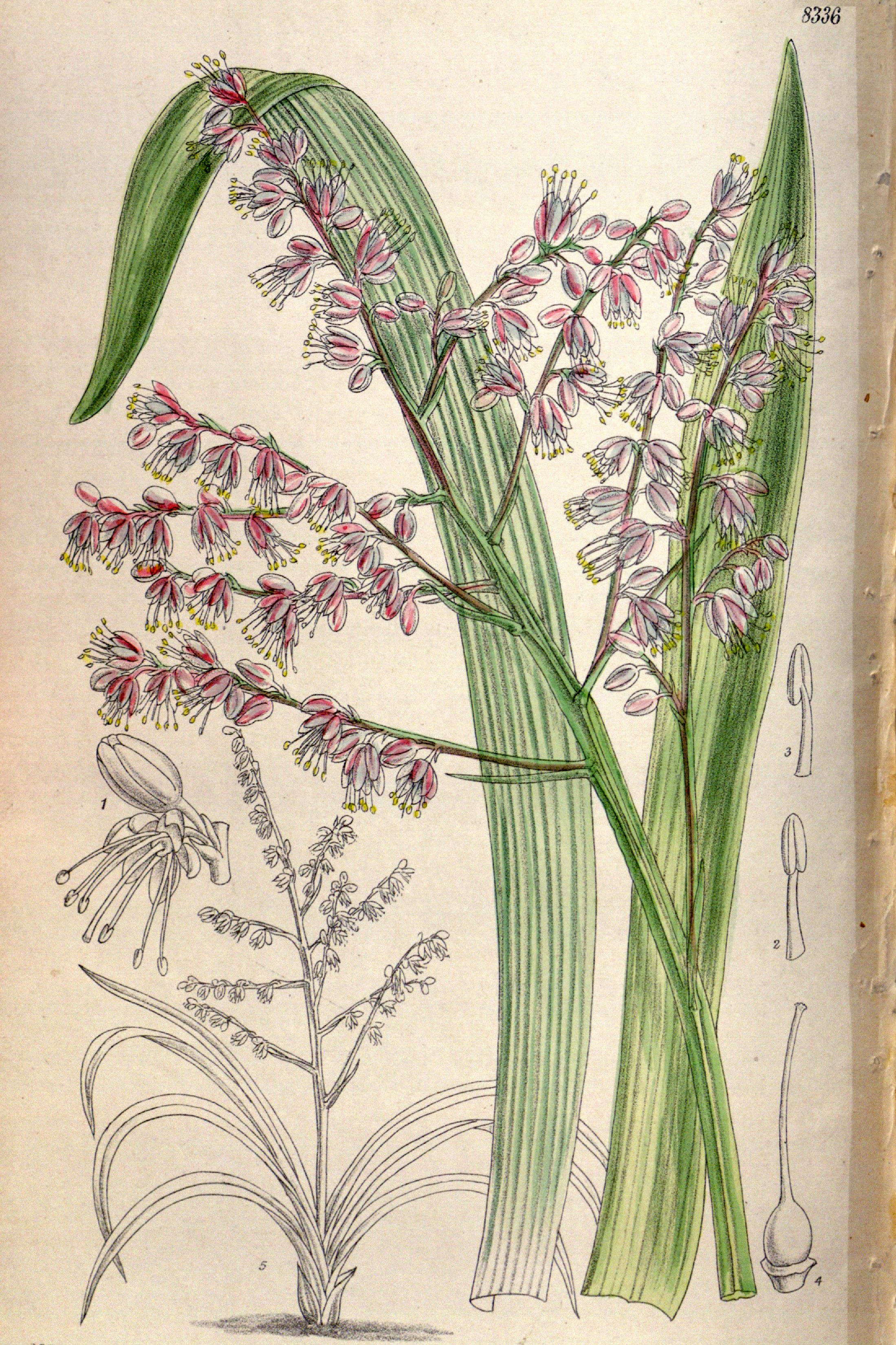
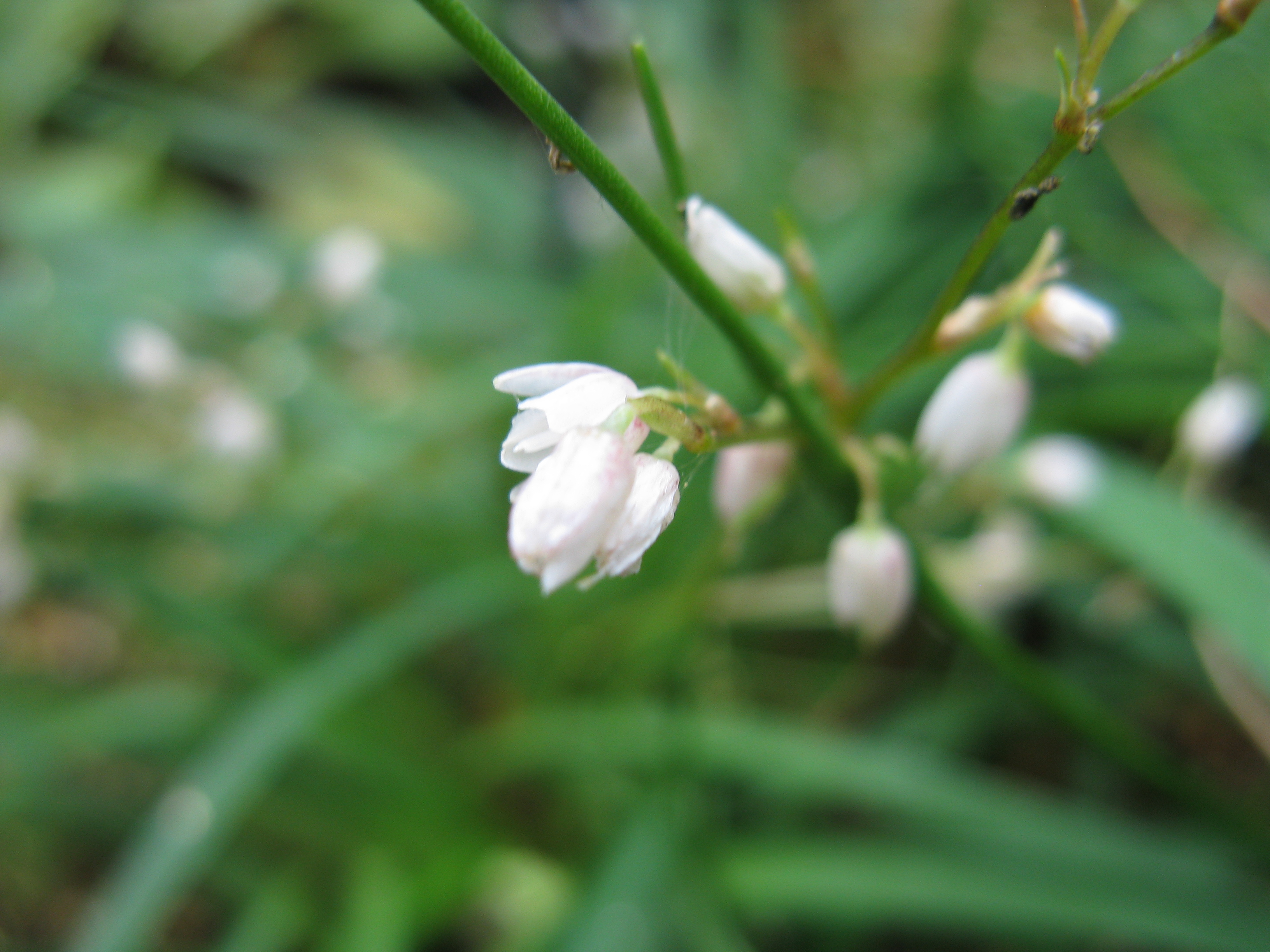